# Socorrismo

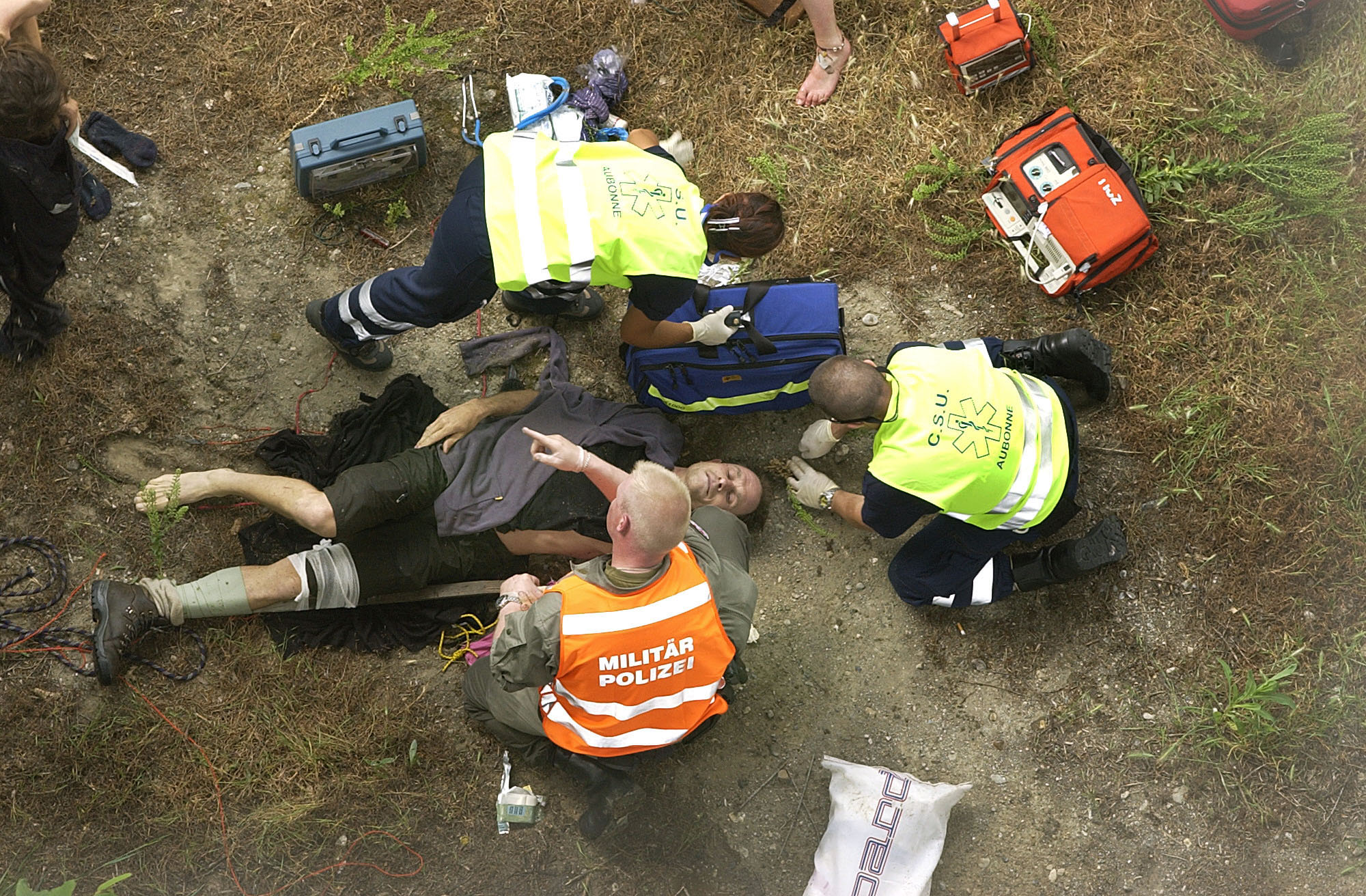
Intervención sobre una víctima que cayó de gran altura, desde un puente, en Aubonne (Vaud).

El socorrismo es la acción de prestar auxilio urgente en caso de accidente. Implica la atención en el lugar del accidente, antes de su traslado a un centro médico. El mismo puede ser llevado a cabo por paramédicos, bomberos o personas comunes que hayan recibido el debido entrenamiento. Una persona que practique los primeros auxilios sin formación específica en socorrismo no puede denominarse «socorrista».

## En Argentina
En Argentina, el término "socorrismo" tomó una connotación especial en 2010 cuando la Colectiva La Revuelta, en la provincia de Neuquén, decide llamar "Socorro Rosa" a sus acciones para brindar información sobre el aborto. Distintas acciones con el mismo nombre fueron surgiendo en todo el país hasta que en 2012 surge "Socorristas en Red" o SenRed, una agrupación dedicada a vincular todas las acciones de acompañamiento de mujeres que desean abortar.

## En Francia
En Francia, esta actividad está regulada y existen organizaciones de socorristas que preparan equipos de personas para evaluar la gravedad de la situación y determinar los medios que serán necesarios, sin que ello reemplace la acción médica convencional.